# Никола Врингов
Никола Иванов Врингов е български общественик, деец на Съюза на македонските емигрантски организации.

## Биография
Никола Врингов е роден през 1886 година в кайлярското село Емборе, тогава в Османската империя, днес в Гърция. Участва в Балканските войни като доброволец, в 1 рота на 6 охридска дружина и в Сборната партизанска рота на Македоно-одринското опълчение.
След войните за национално обединение емигрира в свободна България. През 1947 година влиза в Националния комитет на македонските братства като член.